# Marcin Rempała
Marcin Rempała (ur. 20 listopada 1984 w Tarnowie) – polski żużlowiec.

## Życiorys

### Życie prywatne
Brat Jacka, Grzegorza i Tomasza oraz wujek Krystiana i Dawida – również żużlowców.

### Kariera sportowa
Licencję żużlową otrzymał w wieku 17 lat – w 2001 jako zawodnik Stali Rzeszów. W następnym roku reprezentował barwy Unii Tarnów, w której startował przez 6 kolejnych lat, do 2008 roku.
Jego największy sukces to złoty medal z reprezentacją Polski w Drużynowych Mistrzostwach Świata Juniorów 2005 (DMŚJ) oraz piąte miejsce w Indywidualnych Mistrzostwach Świata Juniorów 2005 (IMŚJ).

## Przynależność klubowa
- Liga polska:
  - Stal Rzeszów (2001)
  - Unia Tarnów (2002–2008)
  - RKM Rybnik (2009–2010)
  - Unia Tarnów (2010–2011)
    - Kolejarz Opole (wypożyczenie) (2011)

  - Kolejarz Opole (2012–2013)
  - KSM Krosno (2014–2016)
  - Kolejarz Opole (2017)
- Liga szwedzka:
  - VMS Elit (2005)
  - Rospiggarna (2006)

## Osiągnięcia
- Indywidualne Mistrzostwa Świata Juniorów:
  - 2005 – 5. miejsce

- Drużynowy Puchar Świata:
  - 2004 – 4. miejsce

| Sezon | Miejsce   | Msc | Pkt | Biegi       |        |
| ----- | --------- | --- | --- | ----------- | ------ |
| 2005  | Pardubice | 1   | 8   | (0,-,2,3,3) | Polska |

- Indywidualne Mistrzostwa Europy Juniorów:
  - 2003 – 5. miejsce

- Indywidualne Mistrzostwa Polski:
  - 2004 (Częstochowa) – 11. miejsce – 5 pkt
  - 2005 (Tarnów) – 5. miejsce – 11 pkt

- Młodzieżowe Indywidualne Mistrzostwa Polski:
  - 2004 (Piła) – 17. miejsce – 0 pkt (u/w,-,-,-,-)

- Młodzieżowe Mistrzostwa Polski Par Klubowych:
  - 2004 (Częstochowa) – 1. miejsce
  - 2005 (Gorzów Wielkopolski) – 2. miejsce

- Drużynowe Mistrzostwa Polski
  - 2003 – 2. miejsce w I lidze (Unia Tarnów) – średnia biegowa 1,708 (awans po barażach)
  - 2004 – 1. miejsce
  - 2005 – 1. miejsce
  - 2006 – 4. miejsce
  - 2007 – 6. miejsce

- Młodzieżowe Drużynowe Mistrzostwa Polski
  - 2004 (Tarnów) – 3. miejsce
  - 2005 (Rzeszów) – 2. miejsce